# Prințesa Charlotte de Saxa-Hildburghausen
Prințesa Charlotte de Saxa-Hildburghausen (17 iunie 1787 – 12 decembrie 1847) a fost fiica Ducelui Frederic de Saxa-Altenburg și a soției acestuia, Ducesa Charlotte Georgine de Mecklenburg-Strelitz.

## Biografie
Charlotte a trăit într-o lume a politicii și războiului. Tatăl ei abia a apucat s-o vadă, la fel ca și pe frații și surorile ei. Mama ei a fost foarte strictă  și a vrut să-i acorde o bună educație. Fiind cel mai mare copil, Charlotte a avut multe responsabilități față de frații ei mai mici. Charlotte nu a renunțat niciodată la speranță și a fost întotdeauna un gânditor pozitiv. Frații ei au fost: Joseph, Duce de Saxa-Altenburg, Theresa regină a Bavariei, Louise, Ducesă de Nassau, Georg, Duce de Saxa-Altenburg.

## Căsătorie și copii
La 28 septembrie 1805 la Ludwigsburg Charlotte s-a căsătorit cu Prințul Paul de Württemberg, al doilea fiu al  regelui Frederic I de Württemberg și a Ducesei Augusta de Brunswick-Wolfenbüttel. Nu au avut o căsnicie fericită din cauza numeroaselor aventuri ale Prințului Paul. Împreună au avut cinci copii:
- Friederike Charlotte Marie (9 ianuarie 1807 - 2 februarie 1873); s-a căsătorit cu Marele Duce Mihail Pavlovici al Rusiei
- Frederick Karl August (21 februarie 1808 – 9 mai 1870); s-a căsătorit cu verișoara sa Prințesa Catherine Frederica de Württemberg și a fost tatăl regelui Wilhelm al II-lea de Württemberg.
- Paul Friedrich (7 martie 1809 – 28 mai 1810)
- Pauline Friederike Marie (25 februarie 1810 – 7 iulie 1856); s-a căsătorit cu William, Duce de Nassau; a fost mama Sofiei de Nassau, soția regelui Oscar al II-lea al Suediei. Prin Pauline, Paul este strămoșul actualelor familii regale din Belgia, Danemarca, Olanda, Luxemburg, Norvegia și Suedia.
- August (24 ianuarie 1813 – 12 ianuarie 1885); s-a căsătorit morganatic cu Marie Bethge

În 1815 Paul s-a mutat din Stuttgart la Paris, lăsându-și soția și cei doi fii însă luându-și fiicele cu el. Acolo a dus o viață relativ modestă însă era frecvent în compania unor intelectuali cum ar fi Georges Cuvier. Familia lui Paul nu a aprobat acest lucru și i-au ordonat să se întoarcă în Württemberg dar el a refuzat. În timp ce era la Paris a avut două fiice nelegitime. 
La scurt timp după ce Charlotte a murit, Paul s-a recăsătorit cu amanta sa de mult timp, Magdalena Fausta Angela de Creus y Ximenes. El a descris-o pe Charlotte ca "o figură pierdută" de mai multe ori în jurnalul său.
Charlotte a fost bunica maternă a Sofiei de Nassau, care va deveni regină consort a Suediei (1872–1907).